# Serial Attached SCSI
Pour les articles homonymes, voir SAS.

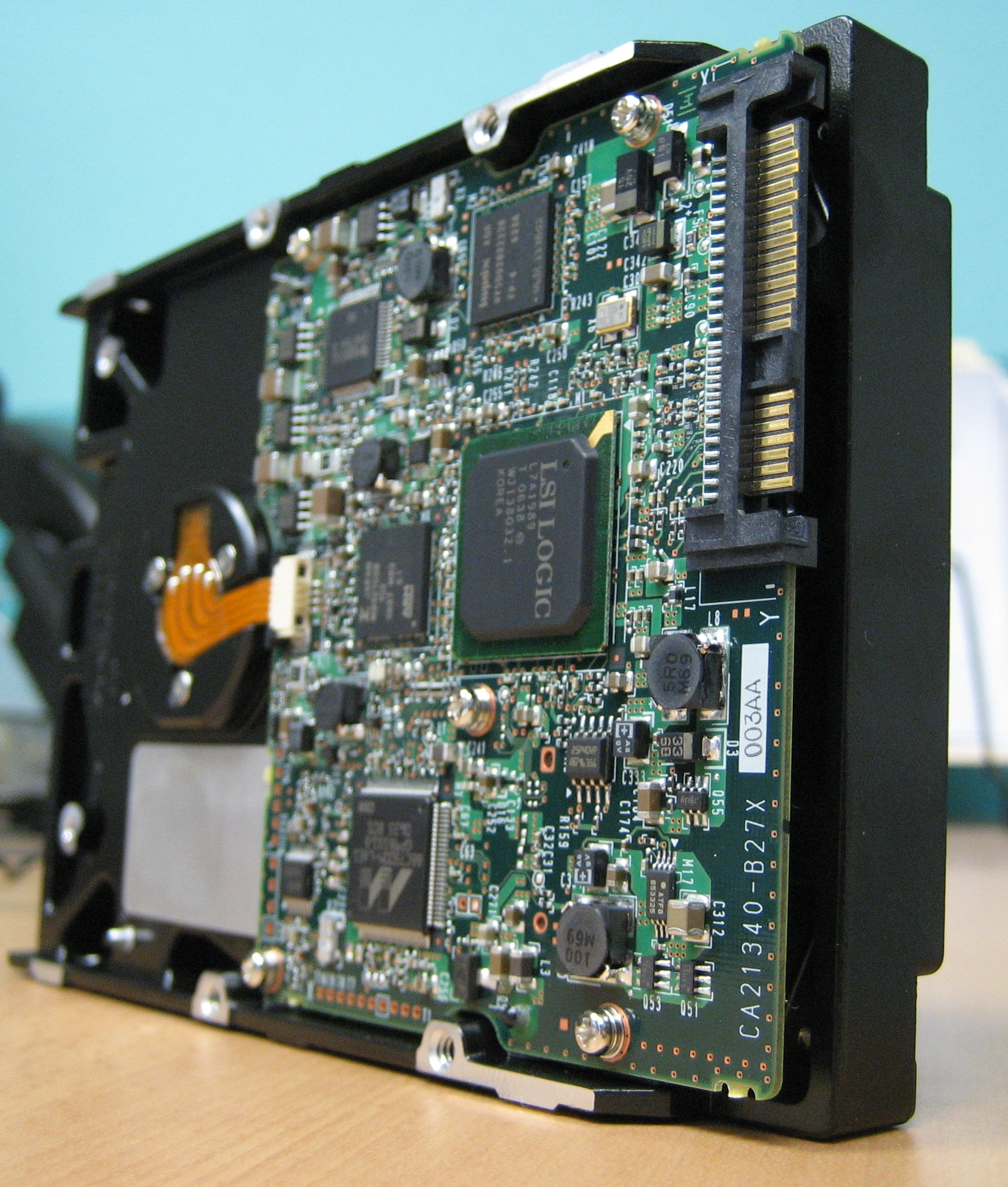
Disque SAS de marque Fujitsu

Serial Attached SCSI (SAS) est une technique d'interface pour disques durs, elle constitue une évolution des bus SCSI en matières de performances, et apporte le mode de transmission en série de l'interface SATA (Serial Advanced Technology Attachment).

## Historique
Les interfaces disques sont divisées en deux grandes catégories (communication série ou communication parallèle):
- Les disques SATA, pour les stations de travail en général ;
- Les disques SCSI, plus présents dans les configurations serveur étant donné leurs performances plus élevées, meilleure taux de lecture linéaire et aléatoire ;

La constante augmentation des besoins des entreprises et des particuliers, en ce qui concerne les capacités de stockage et les vitesses de transfert, a conduit - plus ou moins - à la limitation des modèles existants. En effet, l'utilisation du mode de transmission parallèle pose certains problèmes, parmi lesquels, la restriction sur les longueurs de câbles ou encore en matière de fiabilité de transmission (interférences électromagnétiques et désynchronisation des données).
C'est pour pallier ce genre de problèmes que les constructeurs de disque dur et contrôleurs (Adaptec, Fujitsu, Hitachi, LSI, Maxtor, Seagate, Toshiba…) ont mis au point le SAS.
Le concept n'est pas totalement novateur, il allie simplement deux techniques existantes : la transmission en série des données et SCSI. Cette nouvelle norme a été fixée par la SCSI Trade Association.

## Principe

Couches du modèle SAS

Le principe repose sur l'utilisation du SCSI et du SATA pour améliorer les performances de stockage, surtout en ce qui concerne la vitesse de transmission et l'opérabilité en mode multi-utilisateurs.

## Avantages du SAS
- Un taux de transfert de 3 Gbit/s (supérieur à l'Ultra SCSI). Les évolutions permettent d'aller à 6 et 12Gb/s (voir SAS 2.0)
- Des débits exclusifs : chaque disque offre un débit de 3 Gbit/s pour chaque périphérique, contrairement au SCSI qui partage la bande passante de 2,56 Gbit/s entre tous les périphériques du contrôleur.
- Rétro-compatibilité des équipements SAS avec les équipements SCSI et SATA.
- Le SCSI parallèle limite les connexions à 15 disques par contrôleurs contre 128 disques par connexion pour le SAS.
- Utilisation des connecteurs SATA.
- Compatible SATA et SAS. En fait, un mode de compatibilité qui permet de brancher un disque dur SATA sur un contrôleur SAS, mais évidemment sans les nouveautés du SAS (limité au mode 3 gigabits par seconde, 1 mètre de câble au maximum, etc.). Malgré tout, pour les serveurs qui ont de gros besoins en stockage, mixer SAS (pour des disques rapides) et SATA (pour le stockage) est appréciable.
- SAS contre SATA. La première grosse différence vient de la gestion du Full Duplex : en SAS, le contrôleur est capable d’envoyer deux commandes en même temps, alors que le SATA n’en accepte qu’une. La seconde vient du fait que les disques SAS sont chaînables, un héritage du SCSI, alors que le SATA doit disposer d’un port par disque (même s’il existe des duplicateurs de ports SATA).
- La gestion des erreurs. Typiquement, la structure classique d’un secteur est la suivante : une partie qui sert à la synchronisation des têtes, une marque qui indique que la zone de données commence, les données elles-mêmes puis la zone ECC (Error Correction Codes). Sur un disque classique, si la marque qui indique le début des données n’est pas lisible (pour une raison x ou y), le secteur est perdu et les données aussi. Sur un disque SAS, une deuxième marque de synchronisation est placée dans la zone de données. Si la première est illisible, le contrôleur s’arrête à la seconde et peut récupérer les données manquantes (celles situées entre la première et la seconde marque) avec le code ECC du secteur[2].

## SAS 2.0
Avec l'arrivée du SATA 6 Gbit/s et ses nouveaux débits plus élevés, le SAS se met également à jour en version 2.0. Cette version intègre les grandes nouveautés du SATA 3 et permet de se mettre également au niveau des débits de celui-ci. Plusieurs grandes marques ont déjà lancé des périphériques équipés du SAS 2.0, comme le constructeur Seagate.